# Gianluigi Buffon
Gianluigi Buffon Ufficiale OMRI (pronunție în italiană [dʒanluˈiːdʒi bufˈfɔn]; n. 28 ianuarie 1978, Carrara, Toscana, Italia) este un fotbalist italian retras din activitate, care a jucat pe post de portar la echipe ca Juventus, Parma și PSG. Pe plan internațional, are prezențe la națională pentru Italia, Italia U16⁠(d), Italia U17⁠(d), Italia U18⁠(d), Italia U21⁠(d) și Italia U23⁠(d).
Este considerat a fi unul dintre cei mai buni portari din toate timpurile. El a fost nominalizat de patru ori în cariera sa ca Portarul Anului. De asemenea, este jucătorul cu cele mai multe selecții la Echipa națională de fotbal a Italiei.

## Familie
Buffon provine dintr-o familie de sportivi. Mama sa, Maria Stella Masocco, a fost campioană la aruncarea discului, tatăl său, Adriano, a fost aruncător de greutate, două surori ale sale, Veronica și Guendalina sunt jucătoare de volei și unchiul său a fost un jucător de baschet.
Buffon a fost căsătorit cu manechinul ceh Alena Seredova. Împreună au doi fii.

## Cariera
În 1991, la vârsta de 13 ani, ajunge la academia de fotbal a Parmei. În 1995, la vârsta de a 17 ani, a semnat primul contract de profesionist cu Parma și a debutat contra lui AC Milan. În cel de-al patrulea sezon la Parma a câștigat Cupa UEFA.
În august 2005 s-a accidentat la un meci amical cu AC Milan, în care și-a dislocat umarul, ratând astfel Supercupa din acel an. După o operatie reușită a revenit în luna noiembrie, reaccidentându-se până în ianuarie. În 2006 a retrogadat cu Juventus în Serie B după scandalul Calciopoli. A avut oferte de la AC Milan și de la AS Roma, dar a decis să rămână la Juventus, decizie care l-a făcut și mai popular prin rândul fanilor.
Buffon a jucat la clubul de fotbal Juventus F.C. și a fost un jucător cheie pentru echipa națională de fotbal a Italiei. Juventus a plătit pentru Gigi Buffon 52,29 milioane de euro în 2001, iar acest contract a fost reînnoit în 2008 și în iunie 2013.
În 2006 a câștigat alături de naționala Italiei Campionatul Mondial, fiind desemnat cel mai bun portar al turneului final și a câștigat premiul „Lev Iașin”, oferit celui mai bun portar din Campionatul Mondial. Buffon a fost portarul echipei în toate cele șapte meciuri care au adus trofeul în Italia pentru a patra oară și a primit doar două goluri în acel turneu — un autogol și un gol din penalty.
La 13 noiembrie 2017, Buffon a anunțat că se retrage din echipa națională, după o carieră de 20 de ani.
Pe data de 17 mai 2018 , Buffon a anuntat ca se retrage de la echipa de fotbal Juventus ,dupa 17 ani petrecuti la club.
La 1 iulie 2019 acesta rămâne liber de contract de la PSG. Buffon a ales sa revină la Juventus pe data de 4 iulie 2019 pentru a juca două sezoane  ca rezerva polonezului Szczesny. Buffon nu va fi nici căpitan și nici nu va purta tricoul cu numărul 1. Buffon "Gigi" va purta un tricou special purtat și la Parma cu numărul 77. 
În 2021,după ce rămâne liber de contract de la Juventus, acesta se intoarce la prima sa dragoste, Parma,fiind baza reconstrucției echipei din Seria B

## Statistici carieră

### Club
| Club                | Sezon         | Campionat     | Campionat | Campionat | Cupă    | Cupă   | Cupa Ligii | Cupa Ligii | Europa  | Europa | Altele  | Altele | Total   | Total  |
| Club                | Sezon         | Divizie       | Meciuri   | Goluri    | Meciuri | Goluri | Meciuri    | Goluri     | Meciuri | Goluri | Meciuri | Goluri | Meciuri | Goluri |
| ------------------- | ------------- | ------------- | --------- | --------- | ------- | ------ | ---------- | ---------- | ------- | ------ | ------- | ------ | ------- | ------ |
| Parma               | 1995–96       | Serie A       | 9         | 0         | 0       | 0      | —          | —          | 0       | 0      | 0       | 0      | 9       | 0      |
| Parma               | 1996–97       | Serie A       | 27        | 0         | 0       | 0      | —          | —          | 1       | 0      | —       | —      | 28      | 0      |
| Parma               | 1997–98       | Serie A       | 32        | 0         | 6       | 0      | —          | —          | 8       | 0      | —       | —      | 46      | 0      |
| Parma               | 1998–99       | Serie A       | 34        | 0         | 6       | 0      | —          | —          | 11      | 0      | —       | —      | 51      | 0      |
| Parma               | 1999–2000     | Serie A       | 32        | 0         | 0       | 0      | —          | —          | 9       | 0      | 2       | 0      | 43      | 0      |
| Parma               | 2000–01       | Serie A       | 34        | 0         | 2       | 0      | —          | —          | 7       | 0      | —       | —      | 43      | 0      |
| Parma               | Total         | Total         | 168       | 0         | 14      | 0      | —          | —          | 36      | 0      | 2       | 0      | 220     | 0      |
| Juventus            | 2001–02       | Serie A       | 34        | 0         | 1       | 0      | —          | —          | 10      | 0      | —       | —      | 45      | 0      |
| Juventus            | 2002–03       | Serie A       | 32        | 0         | 0       | 0      | —          | —          | 15      | 0      | 1       | 0      | 48      | 0      |
| Juventus            | 2003–04       | Serie A       | 32        | 0         | 0       | 0      | —          | —          | 6       | 0      | 1       | 0      | 39      | 0      |
| Juventus            | 2004–05       | Serie A       | 37        | 0         | 0       | 0      | —          | —          | 11      | 0      | —       | —      | 48      | 0      |
| Juventus            | 2005–06       | Serie A       | 18        | 0         | 2       | 0      | —          | —          | 4       | 0      | 0       | 0      | 24      | 0      |
| Juventus            | 2006–07       | Serie B       | 37        | 0         | 3       | 0      | —          | —          | —       | —      | —       | —      | 40      | 0      |
| Juventus            | 2007–08       | Serie A       | 34        | 0         | 1       | 0      | —          | —          | —       | —      | —       | —      | 35      | 0      |
| Juventus            | 2008–09       | Serie A       | 23        | 0         | 2       | 0      | —          | —          | 5       | 0      | —       | —      | 30      | 0      |
| Juventus            | 2009–10       | Serie A       | 27        | 0         | 1       | 0      | —          | —          | 7       | 0      | —       | —      | 35      | 0      |
| Juventus            | 2010–11       | Serie A       | 16        | 0         | 1       | 0      | —          | —          | 0       | 0      | —       | —      | 17      | 0      |
| Juventus            | 2011–12       | Serie A       | 35        | 0         | 0       | 0      | —          | —          | —       | —      | —       | —      | 35      | 0      |
| Juventus            | 2012–13       | Serie A       | 32        | 0         | 1       | 0      | —          | —          | 10      | 0      | 1       | 0      | 44      | 0      |
| Juventus            | 2013–14       | Serie A       | 33        | 0         | 0       | 0      | —          | —          | 14      | 0      | 1       | 0      | 48      | 0      |
| Juventus            | 2014–15       | Serie A       | 33        | 0         | 0       | 0      | —          | —          | 13      | 0      | 1       | 0      | 47      | 0      |
| Juventus            | 2015–16       | Serie A       | 35        | 0         | 0       | 0      | —          | —          | 8       | 0      | 1       | 0      | 44      | 0      |
| Juventus            | 2016–17       | Serie A       | 30        | 0         | 0       | 0      | —          | —          | 12      | 0      | 1       | 0      | 43      | 0      |
| Juventus            | 2017–18       | Serie A       | 21        | 0         | 3       | 0      | —          | —          | 9       | 0      | 1       | 0      | 34      | 0      |
| Juventus            | Total         | Total         | 509       | 0         | 15      | 0      | —          | —          | 124     | 0      | 8       | 0      | 656     | 0      |
| Paris Saint-Germain | 2018–19       | Ligue 1       | 17        | 0         | 1       | 0      | 1          | 0          | 5       | 0      | 1       | 0      | 25      | 0      |
| Juventus            | 2019–20       | Serie A       | 9         | 0         | 5       | 0      | —          | —          | 1       | 0      | 0       | 0      | 15      | 0      |
| Juventus            | 2020–21       | Serie A       | 8         | 0         | 5       | 0      | —          | —          | 1       | 0      | 0       | 0      | 14      | 0      |
| Juventus            | Total         | Total         | 17        | 0         | 10      | 0      | —          | —          | 2       | 0      | 0       | 0      | 29      | 0      |
| Parma               | 2021–22       | Serie B       | 26        | 0         | 0       | 0      | —          | —          | —       | —      | —       | —      | 26      | 0      |
| Parma               | 2022–23       | Serie B       | 17        | 0         | 1       | 0      | —          | —          | —       | —      | 1       | 0      | 19      | 0      |
| Parma               | Total         | Total         | 43        | 0         | 1       | 0      | —          | —          | —       | —      | 1       | 0      | 45      | 0      |
| Total carieră       | Total carieră | Total carieră | 754       | 0         | 41      | 0      | 1          | 0          | 167     | 0      | 12      | 0      | 975     | 0      |

1. ↑  Include Coppa Italia, Coupe de France
2. ↑  Include Coupe de la Ligue
3. 1 2 3  Apariții în Cupa UEFA
4. 1 2 3 4 5 6 7 8 9 10 11 12 13 14 15  Apariții în UEFA Champions League
5. ↑  Două apariții în UEFA Champions League, șapte apariții în Cupa UEFA
6. ↑  O apariție în Supercoppa Italiana, o apariție în barajul de calificare în UEFA Champions League
7. 1 2 3 4 5 6 7 8  Apariție în Supercoppa Italiana
8. ↑  Șase apariții în UEFA Champions League, o apariție în UEFA Europa League
9. ↑  Șase apariții în UEFA Champions League, opt apariții în UEFA Europa League
10. ↑  Apariție în Trophée des Champions
11. ↑  Apariție în play-off-ul pentru promovare din Serie B

### Internațional
| Echipa națională | An    | Selecții | Goluri |
| ---------------- | ----- | -------- | ------ |
| Italia           | 1997  | 1        | 0      |
| Italia           | 1998  | 3        | 0      |
| Italia           | 1999  | 8        | 0      |
| Italia           | 2000  | 4        | 0      |
| Italia           | 2001  | 7        | 0      |
| Italia           | 2002  | 12       | 0      |
| Italia           | 2003  | 7        | 0      |
| Italia           | 2004  | 12       | 0      |
| Italia           | 2005  | 3        | 0      |
| Italia           | 2006  | 15       | 0      |
| Italia           | 2007  | 8        | 0      |
| Italia           | 2008  | 9        | 0      |
| Italia           | 2009  | 11       | 0      |
| Italia           | 2010  | 2        | 0      |
| Italia           | 2011  | 10       | 0      |
| Italia           | 2012  | 11       | 0      |
| Italia           | 2013  | 15       | 0      |
| Italia           | 2014  | 8        | 0      |
| Italia           | 2015  | 8        | 0      |
| Italia           | 2016  | 13       | 0      |
| Italia           | 2017  | 8        | 0      |
| Italia           | 2018  | 1        | 0      |
| Total            | Total | 176      | 0      |

## Palmares
| Parma - UEFA Cup: 1998–99 - Coppa Italia: 1998–99 - Supercoppa Italiana: 1999 Juventus - Serie A: 2001–02, 2002–03, 2011–12, 2012–13, 2013-14, 2014-15, 2015-16, 2016-17, 2017-18 - Serie B: 2006–07 - Supercoppa Italiana: 2002, 2003, 2012, 2013, 2015 - UEFA Champions League runner-up: 2002–03, 2014-15, 2016-17 - Coppa Italia: 2014-15, 2015-16, 2016-17, 2017-18 PSG - Trophée des Champions: 2018 Italy - FIFA World Cup: 2006 - UEFA European Football Championship: Silver 2012 - FIFA Confederations Cup: Bronze 2013 - UEFA Under-21 European Championship: 1996 - Mediterranean Games: 1997 | Individual - Bravo Award: 1999 - Best European Goalkeeper: 2003, 2016, 2017 - UEFA Club Footballer of the Year: 2003 - UEFA Champions League Best Goalkeeper: 2003 - FIFA 100 - Yashin Award: 2006 - Campionatul Mondial de Fotbal 2006 All-Star Team - Ballon d'Or runner-up: 2006 - Serie A Goalkeeper of the Year: 1999, 2001, 2002, 2003,2005, 2006, 2008, 2012, 2014, 2015, 2016, 2017 - UEFA Team of the Year: 2003, 2004, 2006 - FIFPro World XI: 2006, 2007 - IFFHS World's Best Goalkeeper: 2003, 2004, 2006, 2007 - IFFHS Best goalkeeper of the decade: 2000–2010 - UEFA Euro Team of the Tournament: 2008, 2012 - Serie A Team of the Year: 2012 Orders - 4th Class / Officer: Ufficiale Ordine al Merito della Repubblica Italiana: 2006 |